# 堀江覚治
堀江 覚治（覺治、ほりえ かくじ、1870年3月26日（明治3年2月25日）- 1930年（昭和5年）4月23日）は、明治から大正期の実業家、政治家。衆議院議員。旧姓・志賀。

## 経歴
陸奥国磐前郡、のちの福島県磐前郡鹿島村（石城郡鹿島村、小名浜町、磐城市を経て現いわき市鹿島町）の志賀家に生まれる。1895年（明治28年）8月、伊達郡梁川村（梁川町を経て現伊達市梁川町）の堀江里の養子となり、1898年（明治31年）10月、家督を相続した。1890年（明治23年）慶應義塾大学部文科を卒業。
郷里の石川義塾（現学校法人石川高等学校・石川義塾中学校）講師に就任。岐阜日日新聞（現岐阜新聞）から招聘され主筆となる。また梁川第百一銀行監査役も務めた。第4軍司令部付陸軍通訳に就任し日露戦争に従軍した。満州に堀江組を設立し、移民、その他の事業を営んだ。
1903年（明治36年）3月、第8回衆議院議員総選挙（福島県郡部、中正倶楽部）で初当選し、1908年（明治41年）5月の第10回総選挙（福島県郡部、無所属）でも再選され、衆議院議員に通算2期在任した。

## 国政選挙歴
- 第7回衆議院議員総選挙（福島県郡部、1902年8月、無所属）次点落選[6]
- 第8回衆議院議員総選挙（福島県郡部、1903年3月、中正倶楽部）当選[6]
- 第9回衆議院議員総選挙（福島県郡部、1904年3月、無所属）落選[6]
- 第10回衆議院議員総選挙（福島県郡部、1908年5月、無所属）当選[7]
- 第11回衆議院議員総選挙（福島県郡部、1912年5月、中央倶楽部）落選[7]

## 親族
- 妻 堀江ハマ（養父長女）[2]